# 1984 en jeu vidéo

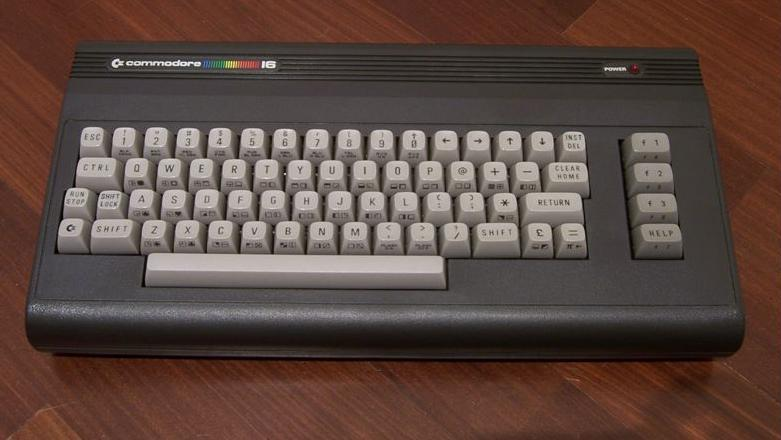
Commode 16

Cet article présente les faits marquants de l'année 1984 concernant le jeu vidéo.

## Événements
- 20 janvier : Mattel ferme sa division Mattel Electronics, licenciant tous ses programmeurs, et se retirant du marché du jeu vidéo après des pertes colossales[1].
- Création de sociétés : Accolade, Elite Systems, Gremlin Graphics Software, U.S. Gold
- Arrêt de production de la Vectrex de la Milton Bradley Company ;

## Principales sorties de jeux
- Sortie de Elite, développé par Acornsoft.
- 21 avril : sortie de Duck Hunt sur NES au Japon.
- 6 juin : première version de Tetris, par Alekseï Pajitnov[2]

## Récompenses
Tilt d'or 1984
- Meilleur logiciel d'action : Fort Apocalypse de Synapse Software
- Meilleur jeu de réflexe : Bruce Lee de Datasoft
- Meilleur logiciel d'habileté : Scuba Dive de Durell Software
- Meilleure simulation sportive : HES Games[4] de HesWare
- Meilleure simulation de course automobile : Pole Position de Namco
- Meilleure simulation de boxe : Rocky de Coleco
- Meilleure simulation de tennis : Match Tennis de Psion
- Meilleur simulateur de vol : Flight Simulator II de subLOGIC
- Meilleur logiciel d'aventure : L'Aigle d'or de Loriciels
- Meilleur logigiciel de réflexion : Archon de Electronic Arts
- Meilleur logiciel d'échecs : Sargon III de Hayden Software
- Meilleur logiciel de stratégie : Germany 1985 de S.S.I.
- Meilleure adaptation de jeu d'arcades : Decathlon de Activision
- Meilleur logiciel d'humour : B.C.'s Quest for Tires de Software Projects
- Meilleur logiciel éducatif : Les mots en fleurs de Vivi-Nathan
- Meilleur graphisme : Summer Games de Epyx
- Meilleure animation sonore : Gyruss de Konami
- Meilleur scénario : Wing War de Imagic